# 메이저플레이스
메이저플레이스(Majors Place, Nevada)는 미국 네바다주 화이트파인군의 비법인지구이다. 이 곳을 관통하고 있는 국도 노선인 국도 제6호선, 국도 제50호선, 국도 제93호선이 서로 교차 및 통과하고 있다. 이 지역에는 바, 레스토랑, 호텔, 공원을 그 주위에 위치하고 있으며, 사용 가능한 연료는 아예 없다.